# (3854) George
(3854) George – planetoida z grupy przecinających orbitę Marsa okrążająca Słońce w ciągu 2,6 lat w średniej odległości 1,89 j.a. Została odkryta 13 czerwca 1983 roku w Obserwatorium Palomar przez małżeństwo Carolyn i Eugene’a Shoemakerów. Nazwa planetoidy upamiętnia George’a Estela Shoemakera (1904–1960) – ojca Eugene’a.